# بئر سعيد
واسط أو بئر سعيد (بير سعيد)، هي قرية ومحطة قوافل قديمة في الحجاز، تقع بين بدر و واسط التي تبعد عنها نحو 10 كيلو مترات، وعن بدر 20 كم. كانت محطة توقف للحجاج القادمين  من مصر وشمال أفريقيا وهم في طريقهم إلى الديار المقدسة. وتوجد بها بئر ذات ماء عذب، قريبة من السوق القديم. ومازالت بقايا الأماكن والآثار القديمة قائمة حتى اليوم، ومنها الدكاكين والحوانيت التي تدل على وجود حركة تجارية قوية في تلك الفترة.